# Église Sainte-Thérèse-de-l'Enfant-Jésus de Boulogne-Billancourt
L’église Sainte-Thérèse-de-l'Enfant-Jésus de Boulogne-Billancourt est une église catholique du diocèse de Nanterre, située au numéro 62 de la rue de l'Ancienne Mairie à Boulogne-Billancourt. Elle est consacrée à sainte Thérèse de l'Enfant-Jésus.

## Histoire
En 1910, le chanoine Gérard, curé de la paroisse Notre-Dame de Boulogne, confia à l'un de ses vicaires, le père Lieubray, oratorien, la mission de développer une chapelle annexe dans le quartier de la Plaine (nom de l'actuelle rue Galliéni) qui dépendait alors de la paroisse. Ce quartier était un quartier populaire et en très forte expansion démographique, s'articulant autour des blanchisseries industrielles et des usines automobiles et aéronautiques, en particulier le long de la rue de Silly. Cette future paroisse desservirait le nouveau centre ville, situé entre la route de la Reine et l'avenue Édouard-Vaillant, créé par le maire de la commune, André Morizet, et bien éloigné des paroisses existantes de Boulogne et de Billancourt. La création de cette première chapelle provisoire, dont il ne reste rien, s'inscrivait dans le mouvement de catholicisme social.
En 1911, la chapelle fut érigée sur les plans de l’architecte Paul Legrie sous le vocable de Sainte-Thérèse-d'Avila. Elle fut édifiée grâce à l’œuvre des chapelles de secours, qui permettait aux fabriques d'ériger de nouveaux lieux de culte.  En plus de cette chapelle, le père Lieubray entreprit la création sur le même lieu de plusieurs œuvres sociales, notamment un patronage pour les enfants, un centre d'aide pour les mères de familles et un secrétariat social offrant de nombreux services. La chapelle, édifice rectangulaire de 375 m2 plus curieux que beau, pouvait accueillir plus de 500 fidèles. Elle fut par la suite transformée en école et subsista jusqu'à la reconstruction de l'école Saint-François-d'Assise au début des années 2000.
Après la béatification de Sainte Thérèse de Lisieux à Saint-Pierre de Rome, le 29 avril 1923, S. E. le cardinal Dubois confirma par lettre autographe du 4 juin, la décision de son prédécesseur pour l’édification de l'église paroissiale de la future sainte Thérèse de l'Enfant Jésus et obtint de la Sacrée Congrégation des Rites, un décret daté du 20 juin 1923, autorisant le culte public de la petite Bienheureuse en la chapelle provisoire.
La construction de l'église actuelle commença à partir de 1926, sous la direction de l’architecte Charles Bourdery, à l’issue d’un concours lancé en 1925 par le cardinal Dubois et le père Lieubray pour l'édification d'une basilique. Les travaux furent exécutés par l'entreprise Meaume et Sèle. Faute de moyens, ceux-ci furent vite interrompus. À l'arrêt du projet, à la fin de la première tranche, la crypte sous le chœur et sous les sacristies était terminée. Elle fut bénie le 30 juin 1928.
La chapelle initiale fut officiellement érigée en paroisse le 18 novembre 1927. La cérémonie d'institution canonique et d'installation eut lieu le 4 décembre 1927. La paroisse Sainte-Thérèse court du quai de Boulogne, à la route de la Reine, à la rue Galliéni, à l’avenue Victor-Hugo et à l’avenue du Général-Leclerc. 
En 1938, avec le soutien des « Chantiers du Cardinal », le cardinal Verdier et l’abbé Maurice Brasdu, curé de la paroisse, parvinrent à réunir des fonds pour la reprise des travaux, sur la base de nouveaux plans plus modestes. L'église adopte alors un profil sobre et moderne. Les travaux reprirent en 1939 et à la déclaration de guerre, le gros œuvre était achevé. La croix du clocher et ses reliques furent bénies le 28 août 1939. À la mobilisation de l'architecte Charles Bourdery, l'architecte Henri Vidal poursuivit les travaux et menât à bien la décoration intérieure jusqu'en 1945. L'église fut endommagée à deux reprises par des bombardements en 1942 et 1943.
Après la guerre, le 13 janvier 1946, le cardinal Suhard peut enfin bénir les 3 cloches Marie, Jeanne et Thérèse. Elles avaient échappées de peu à l'armée d'occupation, enterrées en 1942 dans la cour du patronage des filles. Enterrées pendant 42 mois, elles gardent une patine verdatre.
En 1976, l'abbé Maurice Brasdu fut reconnu comme Juste parmi les nations pour son rôle pendant la guerre.
En 2010, les prêtres Oratoriens quittèrent la paroisse qu'ils avaient animée pendant près d'un siècle.

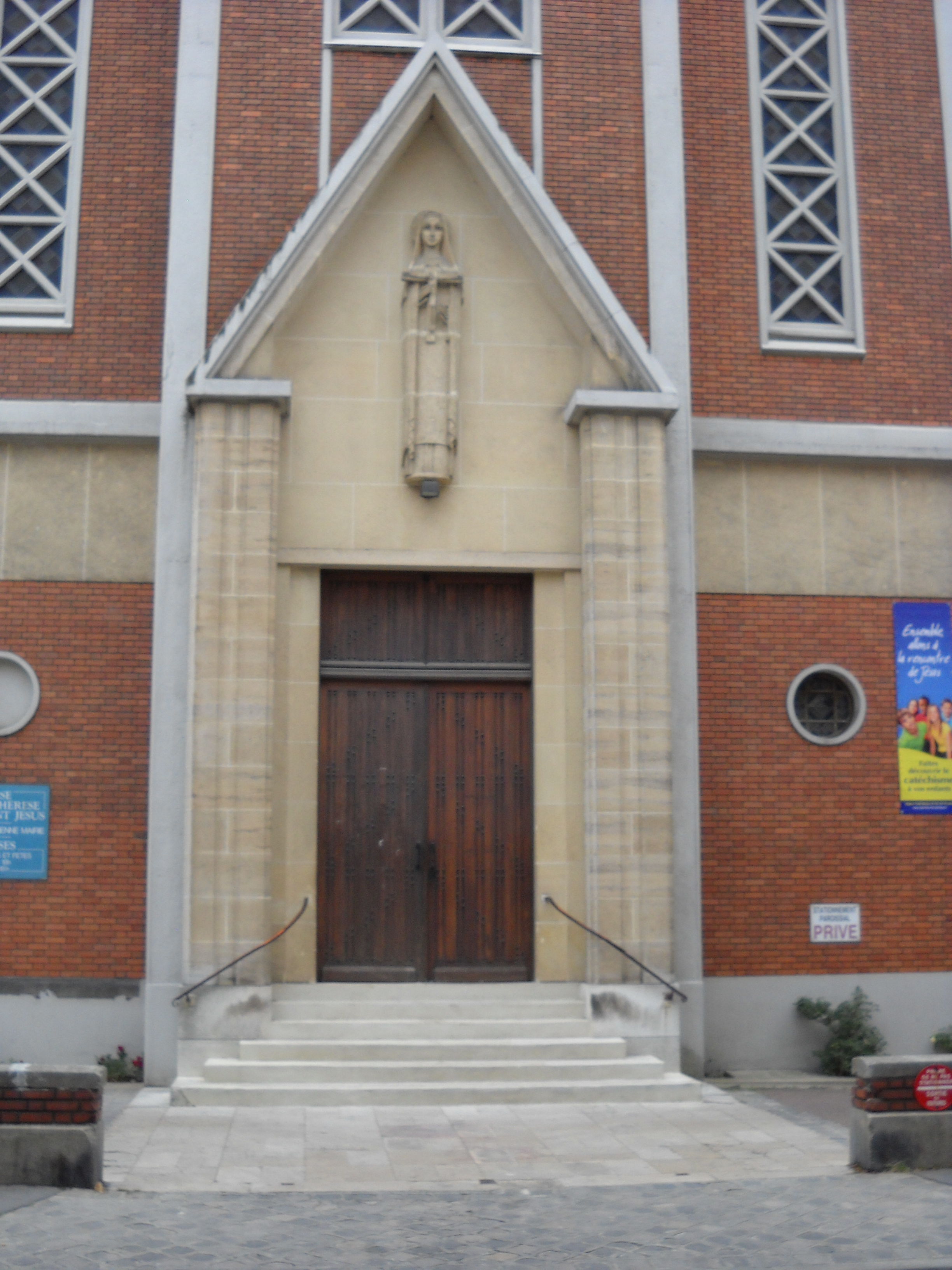
Le portail de l'église.

## Description
Cette église est marquée par le travail d’artistes, verriers, sculpteurs et peintres qui ont fait de ce lieu un témoin de l'art sacré des années 1930. C'est la raison pour laquelle l'église Sainte-Thérèse a reçu le label « Patrimoine du XXe siècle » et le label créé par la région Île-de-France « Patrimoine d’intérêt régional ». Les décors sculptés polychromes intérieurs, tant dans la crypte que dans l'église (chemin de croix, chapelles, chapiteaux de la crypte) sont pour l’essentiel dus à Jean Lambert-Rucki, membre actif de l'Union des artistes modernes.
Les vitraux, verre teinté inséré dans du plomb ou des dalles de verre insérées dans du ciment (technique de la dalle de verre), sont les œuvres d'Auguste Labouret (vitraux du chœur et de la chapelle de la Vierge) et d'André Pierre (vitraux de la crypte). Les verrières de la nef, initialement de Labouret mais inachevées, furent endommagées en 1942 et 1943 et confiées à André Pierre après la guerre.

### Église
De plan basilical, son ossature est en béton armé, avec un appareillage décoratif de pierres et de briques. L'église est formée d'une vaste nef aux formes simples, couverte d'un toit à deux pans en tuile et prolongée par un chœur surélevé à trois pans, entourée de deux chapelles basses couvertes en terrasse. Les murs de l’église sont rythmés par un chemin de croix et d’imposantes verrières, et dans le chœur un bas-relief en l’honneur de la petite sainte Thérèse et un crucifix en bois sculpté.
L'entrée est constituée d'un clocher porche, ajouré de verrières à croisillons en béton, et portant sur le tympan triangulaire une statue de sainte Thérèse de l'Enfant-Jésus.

### Crypte
La crypte, de vastes dimensions, est à voûtes d’arêtes reposant sur colonnes et chapiteaux historiés réalisés par Jean Lambert-Rucki.
Les facettes présentent des épisodes de l’Ancien Testament, de la vie de Jésus, ainsi que de la vie des Saints et de l’Église jusqu’à l’époque contemporaine.

### Artistes et ateliers ayant participé à la décoration de l'église
- Jean Alauzet (sculpteur) : Sainte Bernadette, ronde-bosse, pierre, 1944 (nef).
- Jean-Marie Baumel (sculpteur) : Le Curé d'Ars, haut-relief, pierre polychrome, 1942 (chœur).
- Marcel Burel (sculpteur) : Saint Jean-Baptiste, pierre, 1945 (nef).
- Pierre-Alfred Cazaubon (sculpteur) : Sacré Cœur, ronde-bosse, pierre, 1942 (chœur).
- Gustave Dermigny (sculpteur) : Face avant de l’autel, bois, 1937 (chœur)
- Jean-Pierre Giovanetti (sculpteur) : Saint Antoine de Padoue, pierre, 1943 (nef).
- Lucienne Heuvelmans (sculpteur) : Sainte Thérèse, ronde-bosse, marbre, vers 1940 (oratoire sainte-Thérèse).
- René Iché (sculpteur) : Jeanne d'Arc, ronde-bosse, pierre, 1943 (nef).
- Yvonne Parvillée (sculpteur) : Saint Vincent de Paul, ronde-bosse, pierre, 1943 (nef).
- Guy-Charles Revol (sculpteur) : Saint Philippe de Néri, haut-relief, pierre polychrome, 1942 (chœur).
- Eugène Labreux (peintre) : Peintures du plafond de la nef
- Camille Liausu (peintre) : Peintures du plafond de la nef
- Béton : Meaume (concessionnaire Hennebique) et Sèle
- Mosaïques : Gentil et Bourdet
- Cloches : Fonderie Blanchet
- Orgue : Maison Cavaillé-Mutin

### Programme social et culturel
Dès l'origine, le père Lieubray décida animer le quartier par des actions sociales et culturelles destinées à la population ouvrière du quartier, souvent étrangère, dont une présence importante de chinois catholiques. Parmi les activités proposées, un club de football, une bibliothèque et des séances de cinéma (ce qui explique le sol en pente d'une des salles sous l'église).
En janvier 1914, les religieuses ouvrirent un dispensaire et une pouponnière rue de Silly et proposèrent des cours de couture, de gymnastique de français, de sténo, de comptabilité, de dessin industriel et d'enseignement ménager. En 1952, les cours du soir se doublèrent d'une école de formation professionnelle, l'école Sainte Thérèse.
Le 5 juillet 1914, Monseigneur Alfred Baudrillart bénît la première pierre de l'immeuble destiné au patronage des garçons lancé en octobre 1913. C'est dans ce bâtiment, au 52 de la rue de l'Ancienne Mairie, que fut fondée en 1927 une école de garçon, l'école primaire Saint-Philippe. Le nombre d'inscrits crut très vite, pour atteindre 112 élèves en juillet 1939. 
Au 62 de la même rue, dans l'ancienne chapelle qui jouxtait le presbytère, on trouve l'école de filles Thérèse-Martin, tenue par des religieuses et une institutrices laïque.
En 1950, 8 instituteurs et institutrices enseignaient dans les deux écoles, dont le regroupement fut envisagé dès 1963, pour n'être finalement réalisé qu'en 1970. L'école prit alors son nom actuel de Saint-François-d'Assise.
EN 1958, un projet de foyer de jeunes travailleurs fut envisagé, destiné à des étudiants, apprentis et jeunes ouvriers. Le projet prit forme en octobre 1961, avec la création d'un association, l'association de l'Ancienne Mairie pour en assurer la gestion. L'inauguration eut lieu le 17 décembre 1963. Depuis 2021, le foyer a été confié à Habitat et Humanisme, qui a l'a transformé en une résidence-accueil de 18 logements, Le Cap, destinée à de jeunes adultes porteurs de handicap.